# Pauvre Richard (roman)
Pour les articles homonymes, voir Pauvre Richard.
Pauvre Richard est un roman de Michel Sanz paru en 2011 aux éditions de l'écailler. Il a donné lieu à une adaptation cinématographique en 2013 sous le nom de Pauvre Richard.

## Contexte
Le roman a été publié avant la sortie du film,.  La bande-dessinée éponyme était parue dès 2006.

## Résumé
Les Néfliers est une cité de HLM, où tous les habitants ont des problèmes d'argent, ce qui les unit. Ils forment tous une grande famille, et ont confiance les uns envers les autres. Si l’un d’eux rencontre un souci, ses voisins sont prêts à l’aider. Mais un jour, un des habitants de la cité gagne le gros lot au tirage de la loterie. Seulement, il souhaite rester anonyme, ce qui ne va pas plaire aux habitants de la cité. Ils vont donc se lancer dans une véritable chasse au gagnant. Richard est un habitant banal des Néfliers qui va par malheur commander un canapé grâce à un emprunt à la banque. La cité va harceler ce supposé gagnant. Ce dernier va vivre un enfer à la suite de ce quiproquo. Les habitants défilent demandant des cadeaux que Richard ne peut leur offrir. C’est alors que les Saint Digne font venir des camions qu’on croit être pleins de meubles rares. En fait, ce sont des véhicules de déménagement. L’attention retourne sur Richard Dinero. Jusqu’au jour où une délégation de camions chargés d’objets en tout genre envahit la cité. Aucune famille n’est oubliée et les offrandes sont toujours utiles. Richard est adulé jusqu’à la fin de sa vie. Des années plus tard, le lecteur apprend dans le testament de Ramucho, le muet, qu’il est le grand gagnant et que pour pouvoir aider le mieux possible ses voisins et amis, il devait garder l’anonymat. Il lègue toute sa fortune à Dr Berkoult, pour qu’il continue son œuvre. babelio, « Pauvre Richard », sur babelio (consulté le 6 juin 2013).

## Les Personnages
- Michel Sanz  ne s'est pas inspiré de personnes réelles pour créer ses personnages, qu'il a mis très peu de temps à inventer. Il y a une exception pour Ramucho, le muet, car pour l'auteur, dans chaque cité il y a souvent une personne qui est discrète, qui observe beaucoup son entourage et qui connaît tous les secrets des habitants.
- Ramucho : il est le narrateur de l’histoire, il a trente-trois ans, il est discret, il n’a pas de famille, il vit dans la cité. Sa particularité est qu’il est muet et qu'il est le fameux gagnant du Loto [3]. À  la fin du livre, Ramucho a 60 ans. L'auteur a choisi comme narrateur le muet car le fait que celui-ci ne peut pas parler et qu'il raconte l'histoire était amusant.
- Richard Dinero : marié à Rosie Dinero,il a deux enfants (un garçon et une fille), il est pauvre comme le titre du livre l'indique, où le nom de Richard est associé à l'adjectif « pauvre », ce qui crée un jeu de mots. Les habitants de la cité pensent que c’est lui le gagnant du Loto. Au début de l’histoire il est gentil et adoré, puis il se fait aduler et traquer à cause de sa prétendue fortune2)[4]. Il est par la suite payé par le mystérieux gagnant et accepte donc sa fonction de bienfaiteur.
- Rosie Dinero : mariée à Richard Dinero, c'est une femme au foyer ayant deux enfants. Au début, elle ne comprend pas très bien la situation.
- Jackie : c’est une boulangère, elle est présentée comme étant ronde et dynamique. C'est l'amie du narrateur. Elle est aimée de tout le monde pour sa gentillesse.
- Les Saints Digne: c’est un couple dédaigneux prétendant être riche. Ils quittent la cité honteux d'avoir été humiliés après la saisie de leurs biens[5].
- Boualem Berkould : au début du livre, c'est un jeune de la cité en échec scolaire. Quelques années après, on apprend qu'il est devenu médecin grâce à l'aide du narrateur qui l'a toujours porté dans son cœur. Dans le testament du narrateur, on découvre que ce dernier lui lègue ses biens.

## Une fable?
♦ Le livre ‘’Pauvre Richard’’ de Michel Sanz est considéré comme une fable, car il contient une morale, ceci est propre au style littéraire des fable. 
- La morale de ce livre est la suivante : « ni trop ni manque ». Ce qui veut dire qu'une personne pour vivre n'a besoin que de l'essentiel et que celui qui a peu ne manque de rien et celui qui a beaucoup n'a pas besoin d'autre chose que ce qu'il a déjà. Ce livre a d'abord été écrit dans le but de divertir les gens et l'auteur avait l'idée d'en faire une fable sans pour autant répéter continuellement la morale de cette histoire.
- Michel Sanz vient lui-même d'un milieu semblable à celui décrit dans son livre c'est-à-dire : la cité, les voisins...
- De plus, Michel Sanz  a voulu avant tout faire un livre basé sur l'humour mais dans lequel on pourrait clairement identifier son livre comme une fable.

## Les problèmes de société
- À travers Pauvre Richard, Michel Sanz met en évidence certains problèmes de société.

- Par exemple, le fait d’avoir situé l’action dans une cité lui permet de dénoncer les difficultés auxquelles sont confrontés les habitants – souvent des soucis d’argent – ainsi que leurs mauvaises conditions de vie : le narrateur évoque le taux de chômage, qui est de 80% dans leur cité [6].

- Par ailleurs, le peu d’aide que leur apporte l’Etat est souligné, notamment quand le narrateur dit qu’ « [avec le Smic], impossible d’économiser un centime »[7]. Il évoque également leurs rapports aux banques qui leur refusent des prêts par le bias de l’entretien entre M.Dinero et sa banquière[8]. Ce roman est donc un reflet assez fidèle de la réalité.

- Michel Sanz s'est donc servi de ce roman pour dépeindre certaines failles de notre société. Malgré tout, il prouve avec Boualem, l’enfant des cités qui devient médecin, qu’avec l’éducation on peut s’en sortir, même si l’on vient d’un milieu défavorisé.

## Un romanréaliste
- "Pauvre Richard" est un roman réaliste, il fait ressortir les réalités du monde qui entoure l'auteur, les personnages sont ordinaires, pourraient très bien être vrais, tout comme les lieux, les objets, comme la cité « Les Néfliers » .

- On peut le qualifier de réaliste parce qu’il présente la grande pauvreté dans la cité. On peut voir qu’il y a un grand nombre de personnes au chômage. Il y a une réflexion sur les difficultés de la vie dans la cité. On sait que cette cité est inspirée de faits réels car Michel Sanz a puisé dans son enfance.

- La situation de ce roman peut être vécue, gagner le gros lot peut arriver à n’importe qui, il suffit de jouer.

- Michel Sanz ne s'inspire d'aucun autre auteur réaliste, il puise dans son imaginaire.

- Tout au long de l'histoire, le lecteur peut poser un regard critique sur la société qui l’entoure. Michel Sanz invite à une analyse réaliste d’un problème assez répandu : le manque d’argent . Les pauvres sont à la merci des gens autour d’eux qui ont une meilleure situation, des banques et sont abandonnés par l’Etat  Exemple : P.40-45 avec la banquière où Richard se plaint des 8€ de commission qu’on lui enlève chaque fois.

- Avec humour, il montre le ressenti de l'Homme et étudie les différentes réactions face à l’espoir et aux déceptions, par exemple, certains personnages viennent voir Richard juste pour l’argent, les gens qui ne reçoivent rien de sa part se fâchent contre lui.

- On peut dire que "Pauvre Richard" est un roman réaliste aussi parce qu'il provoque la réflexion et fait se poser des questions..